# Kurkliai
Kurkliai (polnisch: Kurkle) ist ein Städtchen (miestelis)  im Nordosten von Litauen.

## Lage und Einwohner
Kurkliai liegt im Bezirk Utena in der Rajongemeinde Anykščiai 15 km südlich der Kernstadt der Gemeinde. Der Ort hatte 2011 374 Einwohner und ist Sitz des gleichnamigen Amtsbezirks (Kurklių seniūnija).

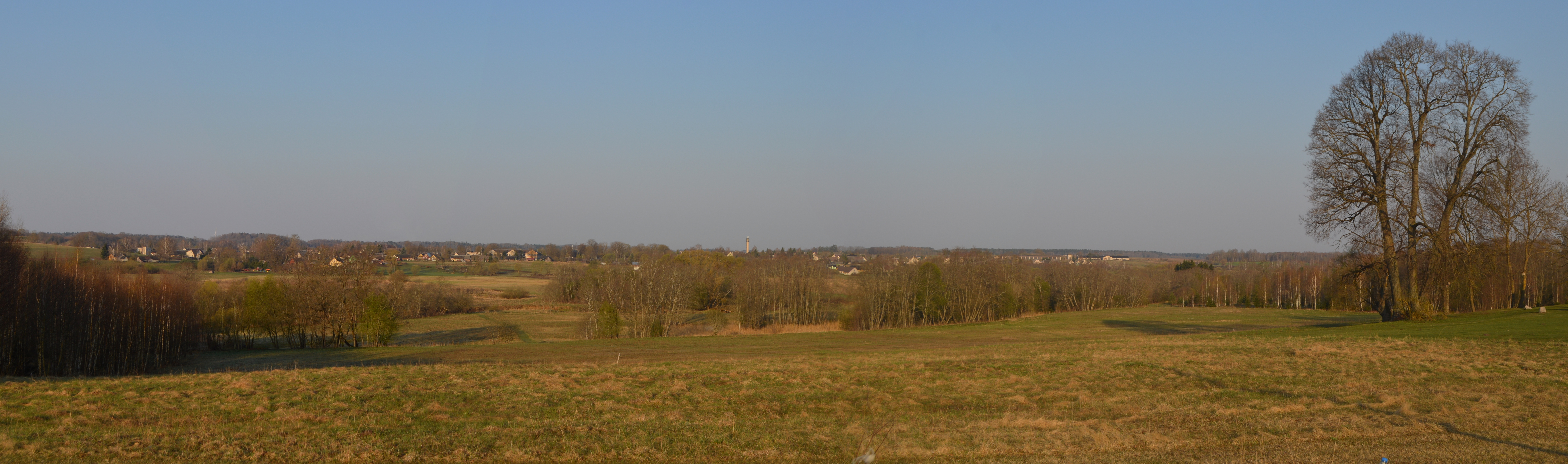
Blick von Kaliskai auf das Panorama von Kurkliai

## Sehenswürdigkeiten
Zu den Sehenswürdigkeiten zählen die hölzerne Synagoge und die Holzkirche im Ort.  Die Synagoge wurde zu Zeiten der Sowjetunion als Scheune genutzt und war lange Zeit in einem schlechten Zustand. Seit 2019 wird sie restauriert.
Im  Regionalpark Anykščiai (Anykščių regioninis parkas) steht der riesige Findling Puntukas mit einer Masse von etwa 265 t.  Dieser Findling, wurde vor über 18.000 Jahren, aus der Eiszeit, von Finnland her hier abgelegt. An ihm wurden die zwei Porträts der litauischen Atlantikflieger Darius und Girėnas angebracht.

## Bilder

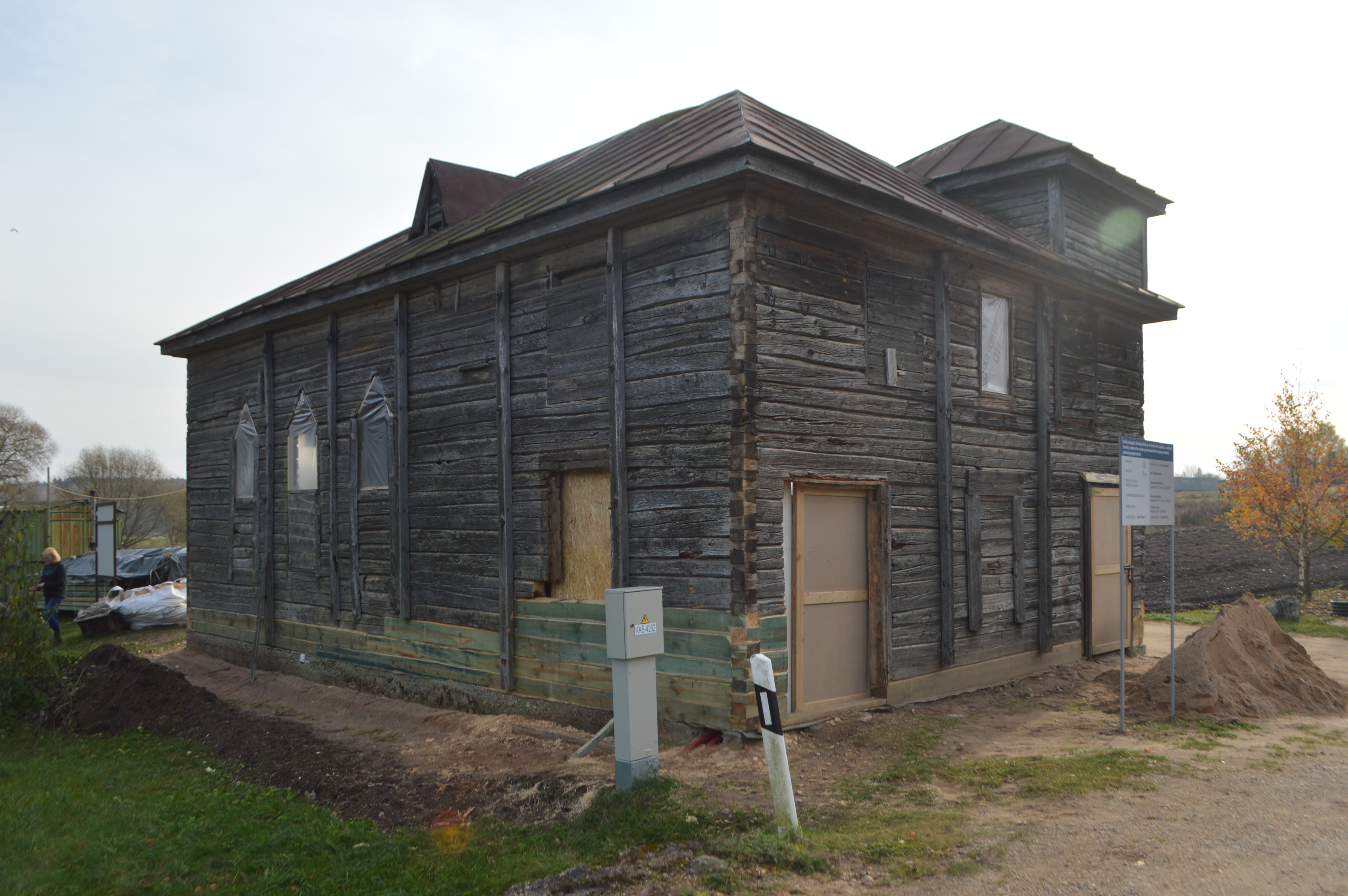
Restaurierungsarbeiten an der Synagoge
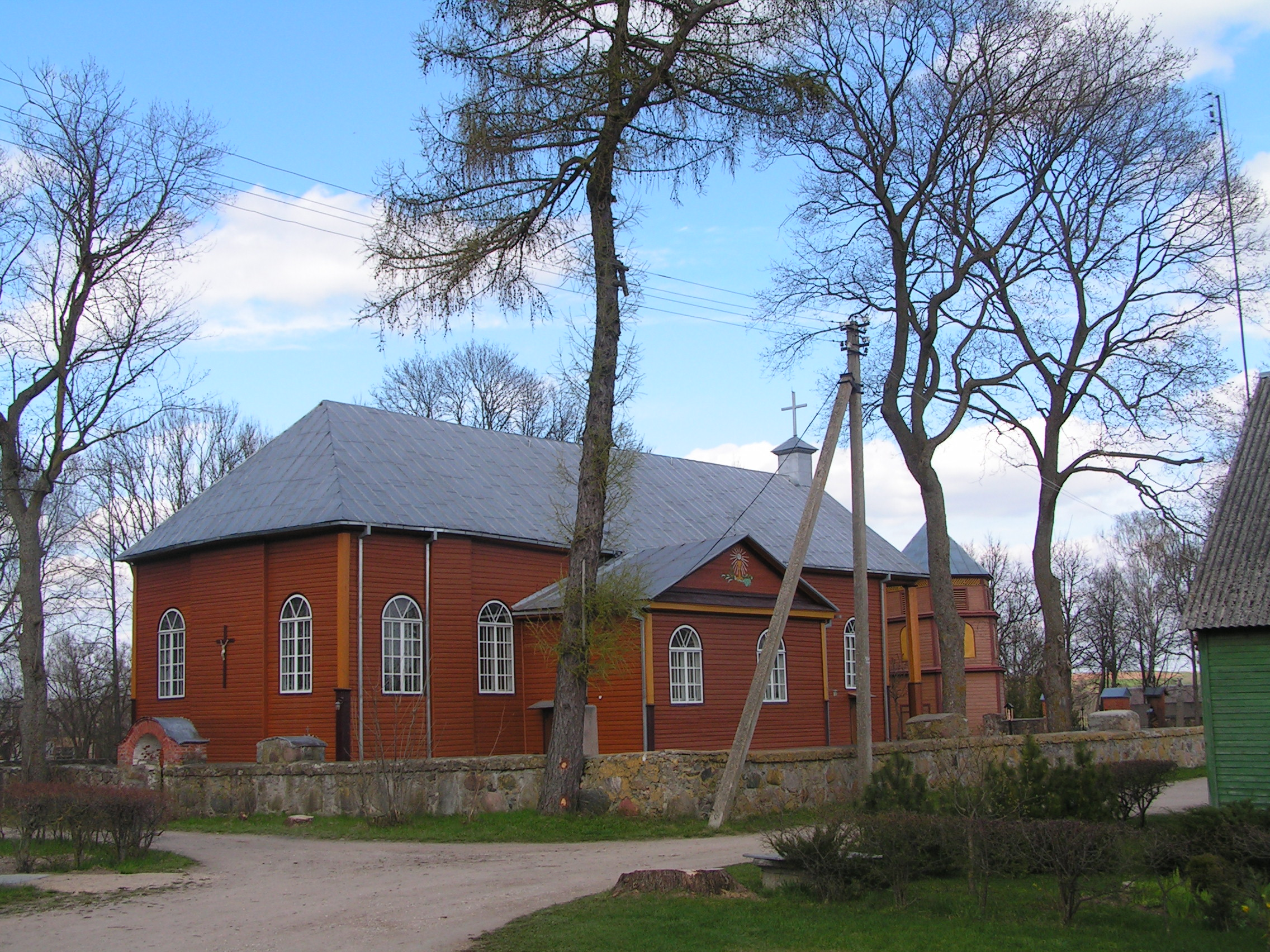
Kurkliai Kirche

## Söhne und Töchter der Stadt
- Antanas Paškus (1924 – 2008), litauischer katholischer Philosoph, Psychologe und Professor.
- Sir Montague Maurice Burton (15. August 1885 – 21. September 1952) eigentlich Meshe David Osinsky, gründete 1929 in Großbritannien Burton Menswear.